# Anna xứ Świdnicka
Anna xứ Schweidinitz ( (còn được viết là Anne hoặc Anna xứ Świdnica, tiếng Séc: Anna Svídnická, tiếng Ba Lan: Anna Świdnicka, tiếng Đức: Anna von Schweidnitz und Jauer) (1339, Świdnica – 1362, Praha)) là một Hoàng hậu của Đế chế La Mã Thần thánh với tư cách là người vợ thứ ba của Karl IV.
Ngày 28 tháng 7 năm 1353, Anna được Tổng giám mục Arnošt của Pardubice trao vương miện Vương hậu xứ Bohemia tại Praha. Ngày 9 tháng 2 năm 1354, cô lên ngôi tại Aachen, chính thức lên ngôi vương hậu Đức. Do đó, cô là Vương hậu Bohemia đầu tiên trở thành Hoàng hậu của cả đế chế.

## Con cái và qua đời
Năm 1358, Anna sinh hạ người con gái đầu, Elisabeth, đặt theo tên của Elisabeth xứ Bohemia (1292-1330). Ba năm sau, tháng 2 năm 1361, cô sinh hạ người thừa kế ngai vàng trong tương lai, Wenzel. Tuy nhiên, một năm sau, cô tử vong khi sinh người con thứ ba vào ngày 11 tháng 7 năm 1362, khi mới ở tuổi 23.
Cô được chôn cất tại Nhà thờ St. Vitus. Karl IV kết hôn với Elizabeth xứ Pomerania một năm sau đó.